# Муханов, Александр Алексеевич
Алекса́ндр Алексе́евич Муха́нов (2 октября 1802, Москва — 20 августа 1834) — полковник, камергер, литератор из рода Мухановых.
Сын сенатора Алексея Ильича Myханова (1753—1836) от брака его с княжной Варварой Николаевной Трубецкой (1766—1813). Старший брат Н. А. Муханова. Получил домашнее воспитание. Службу начал в 1819 году в Измайловском полку и, произведённый в корнеты Оренбургского уланского полка, в 1822 году переведён в лейб-гвардии Уланский полк.

С 1823 по 1825 года состоял адъютантом командира Финляндского корпуса А. А. Закревского. По словам К. Я. Булгакова, весьма расположенного к Муханову, он был «душевно предан» Закревскому, что однако не помешало последнему дать такой отзыв о своём подчинённом в письме к П. Д. Киселёву от 27 ноября 1826 года:
Скажу тебе откровенно и собственно для тебя на счет Муханова: любит новости и сплетни, ленив и на дело неспособен, но ко всему способен примениться.
Несмотря на это, Закревский поручал Муханову и довольно важные дела, вроде секретного надзора за поведением студентов Абовской академии. С 1826 года Муханов состоял адъютантом при главнокомандующем второй армией графе П. X. Витгенштейне. Совершив несколько переходов, с 1828 года служил в Семёновском полку, участвовал в Турецкой войне (1828—1829). Дослужившись до капитанского чина, в 1830 году Муханов оставил военную службу.
Выйдя в отставку, проживал в Петербурге. Поступив на службу в Министерство иностранных дел, был командирован в Яссы и в Бухарест, где перенес холеру и чудом остался жив. Вернувшись в Москву, в звании камергера (1833) и  чине полковника состоял при Московском Главном архиве Министерства иностранных дел. Был приятелем E. А. Баратынского, H. В. Путяты, князя П. А. Вяземского, Пушкина и находился в большой дружбе с А. С. Хомяковым.

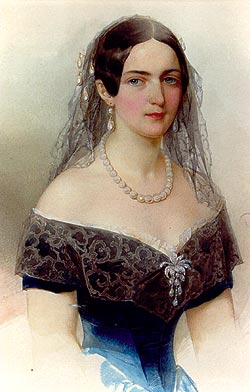
Аврора Шернваль

Литературная деятельность Муханова выразилась только критикой на книгу мадам де Сталь «Десять лет изгнания», напечатанной в «Сыне Отечества» в 1825 году. На резкую статью Муханова последовала не менее резкая статья Пушкина, напечатанная в «Московском телеграфе».
31-летний Муханов умер скоропостижно от воспаления лёгких 20 августа 1834 года в Петербурге, в самый день своей намеченной свадьбы с известной красавицей Авророй Карловной Шернваль, которая впоследствии вышла замуж за П. H. Демидова, а во втором браке была за А. Н. Карамзиным. Был похоронен у церкви Успения Пресвятой Богородицы села Успенское Александровского уезда Владимирской губернии, ныне село Муханово Богородского городского поселения Сергиево-Посадского района Московской области.